# المغرب في الألعاب الأولمبية للشباب
شارك المغرب لأول مرة في الألعاب الأولمبية للشباب في دورة ألعاب 2010 في سنغافورة. أرسل المغرب فريقًا إلى كل دورة ألعاب أولمبية صيفية للشباب. وشارك للمرة الأولى في الألعاب الأولمبية الشتوية للشباب في نسخة 2012 التي أقيمت في إنسبروك. فاز الرياضيون المغاربة بتسع ميداليات في الألعاب الصيفية للشباب وميدالية واحدة في الألعاب الشتوية للشباب، وفازوا بأول ميدالية إفريقية على الإطلاق في مسابقة الرياضات الشتوية.

## جدول الميداليات
| النُّسخة          | الرياضيون | ذهبية | فضية | برونزية | المجموع | المرتبة |
| سنغافورة 2010   | 7         | 0     | 0    | 1       | 1       | 84      |
| نانجينغ 2014    | 15        | 0     | 0    | 1       | 1       | 80      |
| بوينس آيرس 2018 | 20        | 1     | 5    | 1       | 7       | 42      |
| المجموع         | المجموع   | 1     | 5    | 3       | 9       | 64      |

| النُّسخة       | الرياضيون | ذهبية    | فضية     | برونزية  | المجموع  | المرتبة  |
| إنسبروك 2012 | 1         | 1        | 0        | 0        | 1        | 19       |
| ليلهامر 2016 | لم يُشارك  | لم يُشارك | لم يُشارك | لم يُشارك | لم يُشارك | لم يُشارك |
| لوزان 2020   | لم يُشارك  | لم يُشارك | لم يُشارك | لم يُشارك | لم يُشارك | لم يُشارك |
| المجموع      | المجموع   | 1        | 0        | 0        | 1        | 22       |

| الرياضة     | ذهبية | فضية | برونزية | المجموع |
| ----------- | ----- | ---- | ------- | ------- |
| التايكوندو  | 1     | 1    | 0       | 2       |
| الكاراتيه   | 0     | 2    | 1       | 3       |
| ألعاب القوى | 0     | 1    | 2       | 3       |
| الملاكمة    | 0     | 1    | 0       | 1       |
| المجموع     | 1     | 5    | 3       | 9       |

| الرياضة                      | ذهبية | فضية | برونزية | المجموع |
| ---------------------------- | ----- | ---- | ------- | ------- |
| التزلج على المنحدرات الثلجية | 1     | 0    | 0       | 1       |
| المجموع                      | 1     | 0    | 0       | 1       |

## لائحة الفائزين

### الألعاب الصيفية
| الميدالية | الاسم                  | الدورة          | الرياضة     | الفعالية       |
| --------- | ---------------------- | --------------- | ----------- | -------------- |
| برونزية   | هشام السكني            | سنغافورة 2010   | ألعاب القوى | 3000 متر       |
| برونزية   | هشام شملال             | نانجينغ 2014    | ألعاب القوى | 2000 متر موانع |
| ذهبية     | فاطمة الزهراء أبو فارس | بوينس آيرس 2018 | التايكوندو  | +63 كلغ        |
| فضية      | ياسين الورز            | بوينس آيرس 2018 | الملاكمة    | وزن الويلتر    |
| فضية      | أنس الساعي             | بوينس آيرس 2018 | ألعاب القوى | 1500 متر       |
| فضية      | صفية صالح              | بوينس آيرس 2018 | التايكوندو  | 55 كلغ         |
| فضية      | ياسين السكوري          | بوينس آيرس 2018 | الكاراتيه   | 68 كلغ         |
| فضية      | نبيل الشعبي            | بوينس آيرس 2018 | الكاراتيه   | +68 كلغ        |
| برونزية   | أسامة إداري            | بوينس آيرس 2018 | الكاراتيه   | 61 كلغ         |

### الألعاب الشتوية
| الميدالية | الاسم      | الدورة       | الرياضة                      | الفعالية |
| --------- | ---------- | ------------ | ---------------------------- | -------- |
| ذهبية     | آدم لمحمدي | إنسبروك 2012 | التزلج على المنحدرات الثلجية | سوبر جي  |